# João Bosco Mota Amaral
João Bosco Soares Mota Amaral (ur. 15 kwietnia 1943 w Ponta Delgada) – portugalski polityk i prawnik, w latach 1976–1995 przewodniczący autonomicznego rządu Azorów, długoletni poseł do Zgromadzenia Republiki i jego przewodniczący w latach 2002–2005.

## Życiorys
Ukończył studia prawnicze na Uniwersytecie Lizbońskim (1965), kształcił się również w zakresie nauk politycznych. Był redaktorem naczelnym periodyku „Rumo”, współpracował także z dziennikiem „Diário dos Açores”. Praktykował jako adwokat specjalizujący się w prawie administracyjnym i podatkowym.
W działalność polityczną zaangażował się jeszcze w okresie Nowego Państwa. W 1969 z ramienia rządzącej Unii Narodowej został wybrany na posła do Zgromadzenia Narodowego, uzyskując następnie reelekcję. Był członkiem grupy liberalnej Ala Liberal skupionej wokół Francisca Sá Carneiro, w 1970 współtworzył projekt reform konstytucyjnych. W 1974 był wśród założycieli centroprawicowej Partii Socjaldemokratycznej. Z jej listy w 1975 wszedł do konstytuanty, którą wyłoniono po rewolucji goździków. W 1976 został posłem do Zgromadzenia Republiki I kadencji.
Mandat poselski uzyskiwał w kolejnych wyborach od 1979. Zawiesił jednak jego wykonywanie w związku z objęciem we wrześniu 1976 urzędu przewodniczącego nowo powołanego autonomicznego rządu Azorów. Funkcję premiera tego regionu pełnił nieprzerwanie do października 1995. W latach 1982–1995 i 2001–2005 wchodził w skład Rady Państwa – organu doradczego przy prezydencie.
W 1995 powrócił do wykonywania mandatu posła do Zgromadzenia Republiki; wybierany na kolejne kadencje w 1999, 2002, 2005, 2009 i 2011, zasiadał w portugalskim parlamencie do 2015. Od 1995 do 2002 był jego wiceprzewodniczącym, zaś w IX kadencji od 10 kwietnia 2002 do 16 marca 2005 pełnił funkcję przewodniczącego parlamentu.

## Odznaczenia
- Krzyż Wielki Orderu Infanta Henryka (1986)
- Wielki Oficer Orderu Narodowego Zasługi (Francja, 1991)
- Krzyż Wielkiego Oficera Orderu Zasługi RFN (Niemcy, 1999)
- Krzyż Wielki Orderu Zasługi (Węgry, 2002)
- Krzyż Wielki Orderu Krzyża Południa (Brazylia, 2003)
- Krzyż Wielki Orderu Zasługi RP (Polska, 2004)[4][5]